# Vieux prussien
Le vieux prussien ou borusse est une langue appartenant au groupe balte des langues indo-européennes, pratiquement éteinte à la suite de la conquête des chevaliers teutoniques, à la minorisation des Vieux-Prussiens et à leur assimilation successive. Néanmoins, avant 1945, il subsistait, au sein du dialecte régional de Prusse-Orientale des mots issus du vieux prussien.
C'est la plus archaïque des langues baltes connues.

## Histoire

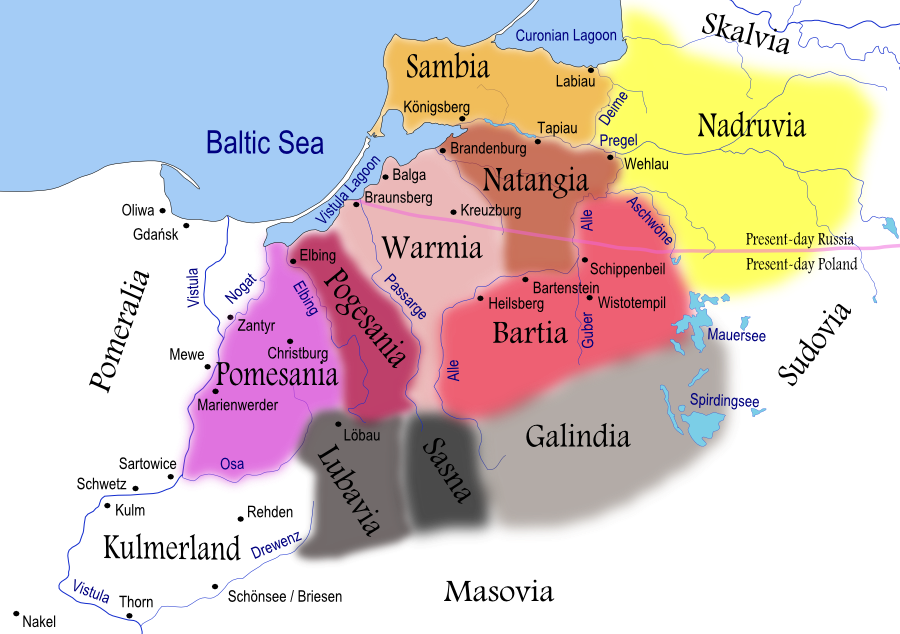
Les clans prussiens.

Vers le Ve siècle av. J.-C., le proto-balte se sépare pour former deux sous-groupes : celui des langues baltes orientales et celui des langues baltes occidentales. Au début de l'ère chrétienne, le sous-groupe occidental subit l'influence germanique des Goths. À partir du Ve siècle, une nouvelle division apparut pour créer le vieux prussien, le sudovien et le curonien, ce dernier passant peu après au sous-groupe oriental sous l'influence du letton et du latgalien.
Les chevaliers teutoniques commencèrent la christianisation et la germanisation de la région dès le début du XIIIe siècle, dans le cadre des croisades baltes. Ce phénomène s'accélère avec la colonisation allemande. Ce n'est qu'au siècle suivant que fut écrit le Vocabulaire d'Elbing, un dictionnaire prussien - vieux saxon comportant à peu près un millier de mots et le plus important document ayant survécu jusqu'à nos jours.
Le luthéranisme permit la traduction d'un catéchisme en vieux prussien. L'arrivée de nouveau migrants, du fait des conflits de religion en Allemagne, amorça un déclin dans l'utilisation du vieux prussien par ses habitants qui adoptèrent la langue des nouveaux venus jusqu'à la fin du XVIIe siècle. Au XVIIIe siècle, cette langue disparut complètement à la suite de l'assimilation des Prussiens par les Allemands, mais en partie aussi par les Lituaniens et les Polonais.
Des traces du vieux prussien étaient encore visibles dans les dialectes allemands de la Prusse-Orientale, mais la Seconde Guerre mondiale leur porta un coup fatal avec l'expulsion de la quasi-totalité des habitants (ceux-ci étant de langue allemande), après la fin de la guerre.
Une communauté expérimentale tentant de rétablir l'usage d'une forme reconstruite de la langue existe actuellement dans la région de Klaipėda (ancienne Memel) en Lituanie.

## Classification
Il s'apparentait plus au galindien (parlé au Sud), au skalvien (parlé au Nord-Est) et au sudovien (parlé à l'Est) et formait avec eux le groupe occidental des langues baltes, aujourd'hui disparues. Toutefois, on recherche plus des analogies avec les deux langues orientales des langues baltes les mieux documentées, le lituanien et le letton, pour reconstruire des racines de mots communs et faire une ébauche de la grammaire comparée du balte.
Les linguistes ont déjà avancé que la structure archaïque du vieux prussien refléterait plus fidèlement que d'autres celle de l'indo-européen.

## Distribution
Cette langue était parlée sur les territoires compris entre la Vistule et le Niémen.
On le parlait en Prusse orientale, sur les territoires partagés aujourd'hui par la Pologne, la Lituanie et l'enclave russe de Kaliningrad, avant la colonisation de la région par les Polonais et les Allemands dès le XIIIe siècle. En Mazovie, les Prussiens purent trouver refuge et le dialecte du vieux prussien parlé en Mazurie put s'y développer.

## Écriture
Les Prussiens ne consignaient presque rien par écrit, peu de documents écrits existent encore. Le plus important est sans doute le Vocabulaire d'Elbing. Les autres textes remontent surtout au XVIe siècle. On écrivait le vieux prussien avec l'alphabet latin. L'alphabet vieux prussien peut être reconstitué ainsi
| Majuscule | Minuscule | Prononciation (API) |
| --------- | --------- | ------------------- |
| A         | a         | a                   |
| Ā         | ā         | a:                  |
| B         | b         | b                   |
| C         | c         |                     |
| D         | d         | d                   |
| Ḑ         | ḑ         | dʲ                  |
| E         | e         | e                   |
| Ē         | ē         | e:                  |
| F         | f         | f                   |
| G         | g         | g                   |
| Ģ         | ģ         | ɡʲ                  |
| H         | h         | h                   |
| I         | i         | i                   |
| Ī         | ī         | i:                  |
| J         | j         | j                   |
| K         | k         | k                   |
| Ķ         | ķ         | kʲ                  |
| L         | l         | l                   |
| M         | m         | m                   |
| N         | n         | n                   |
| Ņ         | ņ         | nʲ                  |
| O         | o         | o                   |
| Ō         | ō         | o:                  |
| P         | p         | p                   |
| Q         | q         |                     |
| R         | r         | r                   |
| Ŗ         | ŗ         | rʲ                  |
| S         | s         | s                   |
| Š         | š         | ʃ                   |
| T         | t         | t                   |
| Ţ         | ţ         | tʲ                  |
| U         | u         | u                   |
| Ū         | ū         | u:                  |
| V         | v         |                     |
| W         | w         |                     |
| X         | x         |                     |
| Y         | y         |                     |
| Z         | z         | z                   |
| Ź         | ź         | ʒ                   |

## Grammaire
Dans les quelques textes, l'écriture ne suivait aucune orthographe précise, de sorte que la traduction des mots de cette langue demeure tout aussi imprécise. La reconstitution de la langue est donc difficile. La liste de mots contenus dans le Vocabulaire d'Elbing ne donne aucune information sur la grammaire et les seuls textes structurés (des catéchismes) remontent à une époque où le vieux prussien avait déjà subi depuis des siècles l'influence de la langue allemande des immigrants et des dirigeants.
Compte tenu des textes et traductions laissées par l'Ordre Teutonique, le prussien apparaît être une langue fortement déclinée ainsi que le démontre ce tableau comportant les déclinaisons du pronom démonstratif « ce ».
| Cas       | m.sg.  | f.sg.   | n.sg.            | m.pl.    | f.pl.    | n.pl.         |
| --------- | ------ | ------- | ---------------- | -------- | -------- | ------------- |
| Nominatif | stas   | stāi    | stan             | stāi     | stās     | stai          |
| Génitif   | stesse | stesses | stesse           | stēisan  | stēisan  | stēisan       |
| Datif     | stesmu | stessei | stesmu ou stesmā | stēimans | stēimans | stēimans      |
| Accusatif | stan   | stan    | stan ou sta      | stans    | stans    | stans ou stas |
| Vocatif   | ?      | ?       | ?                | ?        | ?        | ?             |

Le dialecte bas prussien du bas allemand oriental comporte quelques mots de prussien mais les deux langues ne doivent pas être confondues car le bas prussien est un dialecte allemand.

## Vocabulaire
Voici un tableau illustrant quelques termes issus du Vocabulaire d'Elbing.
| vieux prussien    | Vieux Saxon (en 1350) | Allemand            | Letton       | Lituanien                      | Russe actuel (lorsque rapport) | Français       | Rapport étymologique latin ou grec |
| ----------------- | --------------------- | ------------------- | ------------ | ------------------------------ | ------------------------------ | -------------- | ---------------------------------- |
| aglo              | Reyn                  | Regen               | lietus       | lietùs                         |                                | pluie          |                                    |
| assanis           | Herbist               | Herbst              | rudens       | ruduõ                          | osen'                          | automne        | autumnus                           |
| agins, ackis      | Ouge                  | Auge                | acs          | akìs                           | oko                            | œil            | oculus                             |
| ape               | Vlys                  | Fluss               | upe          | ùpė                            |                                | fleuve         | amnis                              |
| aubirgo           | Garbret               | Braten              | cepts        | kèpti                          |                                | rôtir          |                                    |
| auklextes         | Oberker               | Streu               | pelavas      | pelaĩ (balle, de marchandises) |                                | menue paille   |                                    |
| avis              | Ome                   | Onkel               | tēvocis      | dėdė                           |                                | oncle          | avus                               |
| birgakarkis       | Kelle                 | Schöpfkelle         | kauss        | sámtis                         |                                | louche         |                                    |
| buttan            | Hus                   | Haus                | māja         | bùtas                          |                                | maison         |                                    |
| cawx              | Tufel                 | Teufel              | velns        | vélnias                        | čërt ?                         | diable         |                                    |
| dangus            | Hemel                 | Himmel              | debesis      | dangùs                         |                                | ciel           |                                    |
| dantis            | Czan                  | Zahn                | zobi         | dantìs                         |                                | dent           | dens                               |
| dantimax          | Czanfleysch           | Zahnfleisch         | smaganas     | dañtenos                       |                                | gencives       |                                    |
| deywis            | Got                   | Gott                | dievs        | diẽvas                         |                                | dieu           | deus                               |
| dusi              | Sele                  | Seele               | dvēsele      | dvasià                         | duša                           | âme            | fumus                              |
| estureyto         | Eudexe                | Eidechse            | ķirzaka      | dríežas                        | jaščerica                      | lézard         |                                    |
| gamdams, gandarus | Storch                | Storch              | stārks       | gañdras                        |                                | cigogne        |                                    |
| genne, genno      | Wip                   | Weib                | sieviete     | zmena                          | ženščina                       | femme          | cf grec : γυνή (gynê)              |
| gorme             | Hiszcze               | Hitze               | siltuma      | šilumà                         | žara (chaud : gorjačij)        | chaleur        | formus                             |
| goro              | Vuerstant             | Feuerstelle / Kamin | kamīns       | gorn                           |                                | foyer          |                                    |
| grobis            | Darm                  | Darm                | zarnas       | žarnà                          |                                | intestin       |                                    |
| knaistis          | Brant                 | Brand               | ugunsgrēks   | gaĩsras                        |                                | incendie       |                                    |
| knapios, knapis   | Hanf                  | Hanf                | kaņepes      | kanãpė                         | konoplja                       | chanvre        | cannabis                           |
| lituckekers       | Linsen                | Linsen              | lēcas        | lęšis                          |                                | lentilles      |                                    |
| luriay            | Mer                   | Meer                | jūra         | jūra                           | more                           | mer            |                                    |
| malun akela       | Moelrat               | Mühlenrad           |              | malūno ratas                   | mel'ničnoe koleso              | roue de moulin | molere + colere                    |
| malunastabis      | Moelsteyn             | Mühlstein           | dzirnakmens  | malunis                        | mel'ničnyj jërnov              | meule          | mola                               |
| maldenikis        | Kint                  | Kind                | bērnu        | vaitai                         | molodoj (jeune)                | enfant         |                                    |
| menso             | Vleysch               | Fleisch             | miesa, gaļa  | mėsa                           | mjaso                          | viande, chair  | membrum                            |
| mergo             | Jungvrowe             | Jungfrau            | jaunava      | mergelė                        |                                | vierge         | virgo                              |
| nage              | Vues                  | Fuß                 | pēda         | pēda                           | noga                           | pied           | grec : ὄνυξ, ὄνυχος (ongle)        |
| nagepristis       | Czee                  | Zeh                 | pirksts      | kojos pirštas                  | palec nogi ?                   | orteil         |                                    |
| pamatis           | Vussale               | Fußsohle            | pamats, zole | pamatas                        | podmëtka                       | semelle        |                                    |
| panno             | Vuer                  | Feuer               | uguns        | ugnis                          |                                | feu            |                                    |
| pettis            | Schuld'blat           | Schulterblatt       | lāpstiņa     | mentis                         | lopatka                        | omoplate       | latin : pectus, -oris              |
| pelanne           | Assche                | Asche               | pelni        | pelenai                        | pepel                          | cendre         |                                    |
| percunis          | Donner                | Donner              | pērkons      | perkūnas                       | Perun (ancien dieu slave)      | tonnerre       |                                    |
| rapa              | Engel                 | Engel               | eņģelis      | angelas                        |                                | ange           |                                    |
| sari              | Glut                  | Glut                |              |                                | goret' (brûler, briller)       | lueur          |                                    |
| smonenawins       | Mensch                | Mensch              | cilvēku      | žmonių                         |                                | humain         | homo                               |
| smoy              | Man                   | Mann                | vīrietis     | žmogus                         |                                | homme          | vir                                |
| snaygis           | Sne                   | Schnee              | sniegs       | sniegas                        | sneg                           | neige          | nix, nivis                         |
| werwirsis         | Lirche                | Lerche              | cīrulis      | vieversys                      | žavoronok ?                    | alouette       |                                    |
| weware            | Eichhorn              | Eichhörnchen        | vāvere       | voverė                         | vévéritsa                      | écureuil       |                                    |
| wupyan            | Wulken                | Wolken              | mākoņi       | debesis                        |                                | nuages         | umber                              |

Voici un tableau illustrant quelques termes proches du latin.
| Mot             | Traduction | Rapport étymologique au latin |                                 |
| --------------- | ---------- | ----------------------------- | ------------------------------- |
| ains            | un         | unus                          | letton : viens                  |
| ackis           | œil        | oculus                        | lituanien : akis ; letton : acs |
| bitte           | abeille    | fucus                         | letton : bite                   |
| dangus <*nimbos | ciel       | nimbus                        |                                 |
| gerwe           | grue       | grus                          | letton : dzērve                 |
| krawian         | sang       | cruor                         |                                 |
| menins          | mois       | mens                          | letton : mēness (lune)          |
| nage            | jambe      | unguis (ongle)                | letton : nags (ongle)           |
| pirmas          | premier    | primus                        | letton : pirmais                |
| sal             | sel        | sal                           | letton : sāls                   |
| tauris          | taureau    | taurus                        |                                 |
| weders          | ventre     | venter                        | letton : vēders                 |